# Актобе (Таласский район)
Актобе (каз. Ақтөбе) — село в Таласском районе Жамбылской области Казахстана. Входит в состав Кызылаутского сельского округа. Код КАТО — 316241200.

## Население
В 1999 году население села составляло 336 человек (176 мужчин и 160 женщин). По данным переписи 2009 года, в селе проживало 1057 человек (535 мужчин и 522 женщины).